# Matt Hobby
Matt Hobby (18 gennaio 1985) è un attore e comico statunitense, noto soprattutto per la sua interpretazione del pastore Jeff nella sitcom Young Sheldon.

## Filmografia

### Cinema
- The Cult of Sincerity, regia di Adam Browne e Brendan Choisnet (2008)
- Periods., regia di Victor Quinaz (2012)
- Breakup at a Wedding, regia di Victor Quinaz (2013)
- Spaghettiman, regia di Mark Potts (2016)
- Cop Chronicles: Loose Cannons: The Legend of the Haj-Mirage, regia di Mark Potts (2018)
- Justine, regia di Stephanie Turner (2019)

### Televisione
- Boardwalk Empire - L'impero del crimine (Boardwalk Empire) - serie TV, 5 episodi (2012)
- Hart of Dixie - serie TV, 10 episodi (2013-2015)
- The Genderton Project, regia di A.M. Lukas e Victor Quinaz - film TV (2015)
- The Grinder - serie TV, 5 episodi (2015-2016)
- Young Sheldon - serie TV (2017-2024)
- Fresh Off the Boat - serie TV, 1 episodio (2019)
- Your Pretty Face Is Going to Hell - serie TV, 1 episodio (2019)

## Doppiatori italiani
- Andrea Pirolli in Young Sheldon